# Achim von Arnim (1881–1940)
Achim Konstantin Rudolf Ferdinand von Arnim (ur. 1 lutego 1881 w Karlsruhe, zm. 24 maja 1940 w Monchy-Lagache) – niemiecki naukowiec, rektor Technische Universität Berlin i dowódca pułku.

## Życie
Achim von Arnim urodził się jako najstarszy syn generała Hansa von Arnima (1846-1922) i Elisabeth z domu Freiin Türckheim. Ukończył służbę wojskową i przeszedł do cywila w stopniu majora rezerwy 8 pułku piechoty. Za udział w I wojnie światowej otrzymał Krzyż Żelazny I klasy oraz Krzyż Honorowy dla Walczących na Froncie.
Achim von Arnim pełnił funkcję generała brygady grupy SA Berlin-Brandenburg i nadano mu tytuł rycerza orderu Pour le Mérite oraz 
Po wybuchu II wojny światowej został mianowany obersturmbannführerem. Zmarł jako dowódca pułku podczas marszu na Europę Zachodnią.